# 少叶碎米荠
少叶碎米荠（学名：Cardamine yunnanensis var. obtusata）也称钝叶云南碎米荠，是十字花科碎米荠属的一个种。分布在中国大陆的云南、西藏、四川等地，生长于海拔2,200米至2,900米的地区，常生长在林下、山谷沟边、草坡和湿地，目前尚未由人工引种栽培。